# فست فود (فیلم)
«فست فود» (انگلیسی: Fast Food (film)) یک فیلم است که در سال ۱۹۸۹ منتشر شد. از بازیگران آن می‌توان به جیم وارنی، تریسی لورد، مایکل جی. پولارد، بلیک کلارک، و پاملا اسپرینگستین اشاره کرد.